# Ingeborg Exner
Ingeborg Exner (República Democrática Alemana, 24 de junio de 1940) fue una atleta alemana especializada en la prueba de pentatlón, en la que consiguió ser medallista de bronce europea en 1966.

## Carrera deportiva
En el Campeonato Europeo de Atletismo de 1966 ganó la medalla de bronce en la competición de pentatlón, logrando un total de 4713 puntos, siendo superada por la soviética Valentina Tikhomirova (oro con 4787 puntos) y su compatriota alemana Heide Rosendahl (plata).